# Go-Sanjo
Keizer Go-Sanjō (後三条天皇, Go-Sanjō-tennō, 3 september 1034 – 15 juni 1073) was de 71e keizer van Japan, volgens de traditionele opvolgingsvolgorde. Hij regeerde van 1068 tot 1073.

## Genealogie
Go-Sanjō was vernoemd naar de voormalige keizer Sanjo. Het voorvoegsel go- (後), kan worden vertaald als “later” of “tweede”, waardoor zijn naam vrij vertaald “Sanjō de tweede” betekent. Zijn persoonlijke naam (imina) was Takahito-shinnō (尊仁親王).
Takahito-shinnō was de tweede zoon van keizer Go-Suzaku. Zijn moeder was keizerin (kōgō) Sadako. (禎子内親王), de derde dochter van keizer Sanjō. Daarmee was Go-Sanjo de eerste keizer in 170 jaar wiens moeder niet iemand van de Fujiwaraclan was.
Go-Sanjō had drie keizerinnen en zeven kinderen. Een van hen was de latere keizer Shirakawa.

## Leven
Omdat hij niet afstamde van de Fujiwara, was Fujiwara no Yorimichi (de kampaku van keizer Go-Reizei) erop tegen dat Go-Sanjō tot kroonprins zou worden benoemd. Keizer Go-Suzaku stond er echter op dat zijn tweede zoon kroonprins werd. Toen Go-Reizei kinderloos stierf, was Go-Sanjō de enige mogelijke erfgenaam.
Go-Sanjō stond erop dat hij persoonlijk zou regeren zonder hulp van een kampaku. In 1069 liet hij de Enkyū Shōen regulatie invoeren, waarmee een overheidstak werd opgericht die moest toezien op de verschillende Shōen. In 1072 bleek het Ritsuryō-overheidssysteem niet goed te functioneren, waarna Go-Sanjō probeerde de financiële situatie van de keizerlijke familie te versterken.
In het zesde jaar van zijn regeerperiode trad Go-Sanjō af ten gunste van zijn zoon. Studie heeft aangetoond dat hij dit mogelijk deed vanwege een ziekte. Na te zijn afgetreden werd Go-Sanjō een Boeddhistisch priester onder de naam Kongō-gyō. Hij stierf niet veel later op 38-jarige leeftijd.
* Regent Jingu staat niet op de traditionele lijst.